# メータ郡
座標: 北緯18度8分6秒 東経99度30分48秒 / 北緯18.13500度 東経99.51333度
メータ郡（メータぐん）はタイ北部・ラムパーン県にある郡（アムプー）である。

## 名称
メー・タとは「タ川」と言う意味である。

## 歴史
メータ郡は1907年に設立された。当時郡庁がタムボン・パータンにあったのでパータン郡と呼ばれた。1913年、タイ国鉄のチエンマイ線が通ったことにより、郡庁がタムボン・メータに移動し、メータ郡と改称された。

## 地理
ワン川の支流、チャーン川の形成した盆地に郡の中心部があり、その東南に山岳地帯が広がる。主な河川はチャーン川である。
交通は北に1036号線、1037号線、南東に1100号線が通っておりそれぞれ、コカー、ラムパーン方面、ローンとつながっている。また、国道11号線が北西から南東に通っており、北西にラムパーン方面、南西にデンチャイ方面とつながっている。

## 経済
郡内の主な産業は農業、サラリーマン業である。農業生産品は主に、コメ、サトウキビ、トマトなどである。

## 行政区分
郡は10のタムボンに分かれ、さらにその下位に90の村（ムーバーン）がある。自治体があり以下のようになっている。
- テーサバーンタムボン・パータンナークルワ・・・タムボン・パータンの全体とタムボン・ナークルワの一部
- テーサバーンタムボン・シリラート・・・タムボン・サンドーンケーオの一部

また郡内には9のタムボン行政体（オンカーンボーリハーンスワンタムボン）がある。なお以下のリストで欠番のタムボンは、分離して現在メーモ郡となっているタムボンである。
1. タムボン・メータ・・・ตำบลแม่ทะ
2. タムボン・ナークルワ・・・ตำบลนาครัว
3. タムボン・パータン・・・ตำบลป่าตัน
4. タムボン・バーンキウ・・・ตำบลบ้านกิ่ว
5. タムボン・バーンボーム・・・ตำบลบ้านบอม
6. タムボン・ナムチョー・・・ตำบลน้ำโจ้
7. タムボン・ドーンファイ・・・ตำบลดอนไฟ
8. タムボン・フワスア・・・ตำบลหัวเสือ
9. タムボン・ワングン・・・ตำบลวังเงิน

1. タムボン・サンドーンケーオ・・・ตำบลสันดอนแก้ว